# Plaza de la Anunciación
La Piazza dell'Annunziata se encuentra en Venaria Reale y se remonta, como toda Venaria, a la segunda mitad del siglo XVII: el primer arquitecto de la corte, Amedeo di Castellamonte, había concebido este espacio como un área que interrumpía el largo camino recto de Via Maestra (hoy Via Mensa), formando dos tramos. El objetivo arquitectónico era crear un escenario espectacular antes de la vista final del palacio de Venaria Reale. La plaza está dedicada a la Anunciación de María, como lo representan las dos estatuas colocadas en las columnas erigidas en el centro de los semicírculos que la componen. Además, su forma particular recuerda al medallón central del Collar de la Annunziata, símbolo de una de las órdenes de caballería más antiguas y prestigiosas.